# Indianapolis Motor Speedway
L'Indianapolis Motor Speedway è un circuito automobilistico situato nella città di Speedway (Indiana).
Ha ospitato otto edizioni del Gran Premio degli Stati Uniti d'America di Formula 1 (dal 2000 al 2007), otto del Gran Premio di Indianapolis del Motomondiale (dal 2008 al 2015) e ospita attualmente le gare della NASCAR Cup Series, della Xfinity Series, del campionato Grand-Am oltre alla celebre 500 Miglia di Indianapolis.
È il terzo autodromo permanente più antico, dopo quello di Brooklands, sorto nel 1907 in disuso dal 1939, e il Milwaukee Mile, costruito nel 1903.

## Storia
Costruito nel 1909, è considerato uno dei circuiti automobilistici più famosi del mondo, nonché il più celebre tra i cosiddetti "ovali"; conosciuto anche come "The Racing Capital of the World" (Capitale mondiale delle corse), si corre la rinomata 500 Miglia, che si disputa sul classico anello composto da quattro rettilinei (due lunghi e due corti) raccordati da 4 curve a 90°. In origine la superficie della pista era ricoperta con un miscuglio composto da pietrisco frantumato e catrame che tuttavia si dimostrò inadeguato, soprattutto quando le vetture affrontavano le curve paraboliche. Perciò, dopo i primi eventi sportivi del 1909, si decise di realizzare la nuova pavimentazione del tracciato per garantire più aderenza, utilizzando 3,2 milioni di mattoncini. Negli anni seguenti, l'inesorabile incremento delle prestazioni velocistiche delle automobili rese comunque il circuito troppo pericoloso e inadeguato; per motivi di sicurezza, nel 1937 gli organizzatori decisero di asfaltare completamente il catino, tranne la porzione in corrispondenza della linea di partenza e di arrivo (detta "The Brickyard", cioè la iarda di mattoni) che conserva ancora oggi i mattoncini dell'epoca.

## Formula 1

La configurazione di 4.192 metri utilizzata dalla Formula 1 dal 2000 al 2007.

Per il ritorno del Gran Premio degli Stati Uniti d'America di Formula 1 nel 2000 fu costruito, all'interno del catino, un circuito che si snoda tra i parcheggi e le strade di servizio per far correre le attuali monoposto, circuito che utilizza in parte il velocissimo anello (per la precisione le curve 12-13 e il rettilineo di arrivo). La gara di Formula 1 girava in senso opposto alla 500 Miglia, così, quella che nella corsa americana è la curva 1, in Formula 1 diventò la piega conclusiva del giro. Durante l'edizione del 2005, anno del primo trionfo della Renault nel mondiale, gli spettatori assistettero ad uno sconcertante ritiro di tutte le monoposto gommate Michelin durante il giro di ricognizione prima della partenza (tra queste vetture c'erano anche le Renault di Fernando Alonso e Giancarlo Fisichella, oltre che la Toyota di Ralf Schumacher che ebbe l'incidente peggiore alla sopraelevata), a quanto pare per problemi degli pneumatici francesi che, specialmente sulla curva sopraelevata, vibravano e si deterioravano in modo anomalo, rischiando di esplodere e causare quindi incidenti molto pericolosi. La gara si disputò solamente con le vetture gommate Bridgestone e vinse la Ferrari di Michael Schumacher davanti al compagno di team Barrichello, terza e quarta le Jordan di Monteiro e Karthikeyan davanti alle due Minardi di Albers e Friesacher. Il clima irreale di quel giorno fu l'inizio del calo di interesse della Formula 1 verso il tracciato di Indianapolis. L'ultima edizione, quella del 2007, ha visto la vittoria del ventiduenne esordiente Lewis Hamilton davanti al due volte campione iridato Fernando Alonso, entrambi su McLaren, e alle due Ferrari di Felipe Massa e Kimi Räikkönen (autore del giro record). Michael Schumacher è l'unico pilota di qualsiasi categoria ad aver vinto ben cinque volte su questo circuito che, a partire dalla stagione 2008, non è più utilizzato per le gare di Formula 1, mentre solo in due occasioni il gran premio non è stato vinto dalla Ferrari, ma dalla McLaren.
Il record della pista è di 1:10.399 ed è stato stabilito dal brasiliano Rubens Barrichello su Ferrari nel 2004.

## Motomondiale

La configurazione di 4.216 metri utilizzata dal 2008 al 2013

La configurazione di 4.170 metri utilizzata dal 2014 al 2015

Dal 2008 al 2015 si è corso il Gran Premio di Indianapolis del Motomondiale; il circuito è lungo 4.216 metri ed è quello della Formula 1 ma con alcune modifiche e con senso di marcia opposto (antiorario anziché orario). A differenza di quanto accadeva a Laguna Seca, qui sono previste tutte e tre le classi. Nell'edizione 2008 la gara della MotoGP è stata interrotta a causa dell'Uragano Ike, quella della 250 non è stato possibile farla, mentre quella della 125 è stata interrotta sempre a causa del forte vento. Nel 2009 non si sono verificati problemi meteorologici e le tre gare sono state disputate regolarmente: nella classe 125 ha vinto Pol Espargaró, la gara classe 250 è andata a Marco Simoncelli mentre Jorge Lorenzo ha vinto quella della classe MotoGP, grazie anche alle cadute di Rossi e Pedrosa. Anche nel 2010 la gara si è svolta regolarmente ed ha visto i colori spagnoli dominare le gare. Nella 125 la vittoria è andata allo spagnolo Nicolás Terol, che ha diviso il podio con Sandro Cortese 2° e Pol Espargaró, la neonata Moto2 ha visto trionfare Toni Elías, che nel finale ha piegato Julián Simón e Scott Redding, mentre la MotoGP, dopo che la partenza vedeva in pole l'esordiente Ben Spies, è stata dominata da Dani Pedrosa. Dopo una gara dominata in lungo e in largo, ha condiviso il podio con l'idolo locale Spies e con il leader della classifica Jorge Lorenzo. Al quarto posto Valentino Rossi, sempre menomato per i problemi fisici legati agli infortuni subiti durante la stagione, quinto l'italiano Andrea Dovizioso e sesto l'altro pilota statunitense Nicky Hayden, protagonista di una gara al tempo stesso eroica e pericolosa perché, durante le fasi iniziali della gara, mette il ginocchio sinistro in un tombino del circuito nel mezzo di una piega e l'impatto gli strappa la saponetta d'appoggio e la tuta. Nel 2014 il disegno del tracciato viene leggermente modificato, con il nuovo layout che misura 4.170 metri.

## Altri usi

La configurazione di 3.925 metri utilizzata per l'IndyCar Grand Prix dal 2014

Dal 1994 l'ovale è annualmente sede di una gara di 400 miglia della NASCAR Cup Series, e negli anni dieci ha ospitato varie gare della Rolex Sports Car Series (Grand-Am). A differenza delle gare della Cup Series e della Xfinity Series che si tengono nello stesso weekend, i prototipi della Grand-Am non usavano il tracciato ovale ma una versione del tracciato simile a quello impiegato in passato dalla Formula 1, con la presenza di una variante in luogo dei due tornanti in successione situati in passato nella parte interna del circuito e rimossi durante i lavori per ospitare il Motomondiale. Una nuova configurazione del tracciato stradale viene usata dal 2014 dalla IndyCar Series per l' "Indycar Grand Prix": a differenza del tracciato impiegato dalla Grand-Am la curva 5 è raccordata da una veloce variante al rettilineo posto nella parte centrale dell'impianto, mentre la curva uno dell'ovale non viene percorsa, sostituita da un'ulteriore variante.

## Albo d'oro della Formula 1

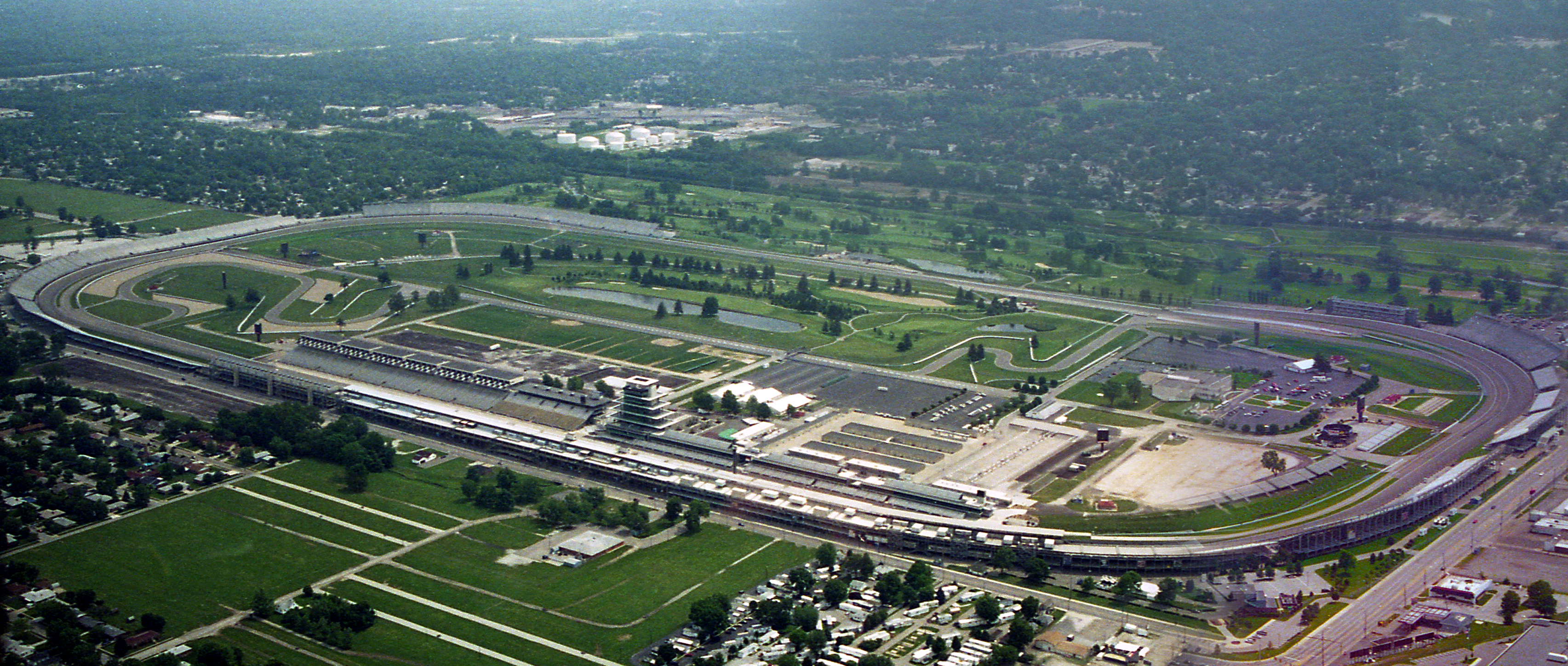
Vista aerea del circuito

### 500 Miglia di Indianapolis
| Anno | Pilota          | Costruttore  |
| ---- | --------------- | ------------ |
| 1950 | Johnnie Parsons | Kurtis Kraft |
| 1951 | Lee Wallard     | Kurtis Kraft |
| 1952 | Troy Ruttman    | Kuzma        |
| 1953 | Bill Vukovich   | Kurtis Kraft |
| 1954 | Bill Vukovich   | Kurtis Kraft |
| 1955 | Bob Sweikert    | Kurtis Kraft |
| 1956 | Pat Flaherty    | Watson       |
| 1957 | Sam Hanks       | Epperly      |
| 1958 | Jimmy Bryan     | Epperly      |
| 1959 | Rodger Ward     | Watson       |
| 1960 | Jim Rathmann    | Watson       |

#### Vittorie per pilota
| Vittorie | Pilota          | Anno(i)/Vettura                       |
| -------- | --------------- | ------------------------------------- |
| 2        | Bill Vukovich   | 1953/Kurtis Kraft - 1954/Kurtis Kraft |
| 1        | Johnnie Parsons | 1950/Kurtis Kraft                     |
| 1        | Lee Wallard     | 1951/Kurtis Kraft                     |
| 1        | Troy Ruttman    | 1952/Kuzma                            |
| 1        | Bob Sweikert    | 1955/Kurtis Kraft                     |
| 1        | Pat Flaherty    | 1956/Watson                           |
| 1        | Sam Hanks       | 1957/Epperly                          |
| 1        | Jimmy Bryan     | 1958/Epperly                          |
| 1        | Rodger Ward     | 1959/Watson                           |
| 1        | Jim Rathmann    | 1960/Watson                           |

#### Vittorie per costruttore
| Vittorie | Costruttore  | Anno(i)/Pilota                                                                                        |
| -------- | ------------ | --- |
| 5        | Kurtis Kraft | 1950/Johnnie Parsons - 1951/Lee Wallard - 1953/Bill Vukovich - 1954/Bill Vukovich - 1955/Bob Sweikert |
| 3        | Watson       | 1956/Pat Flaherty - 1959/Rodger Ward - 1960/Jim Rathmann                                              |
| 2        | Epperly      | 1957/Sam Hanks - 1958/Jimmy Bryan                                                                     |
| 1        | Kuzma        | 1952/Troy Ruttman                                                                                     |

### Gran Premio degli Stati Uniti d'America
| Anno | Pilota             | Scuderia |
| ---- | ------------------ | -------- |
| 2000 | Michael Schumacher | Ferrari  |
| 2001 | Mika Häkkinen      | McLaren  |
| 2002 | Rubens Barrichello | Ferrari  |
| 2003 | Michael Schumacher | Ferrari  |
| 2004 | Michael Schumacher | Ferrari  |
| 2005 | Michael Schumacher | Ferrari  |
| 2006 | Michael Schumacher | Ferrari  |
| 2007 | Lewis Hamilton     | McLaren  |

#### Vittorie per pilota
| Vittorie | Pilota             | Anno(i)/Vettura                                                          |
| -------- | ------------------ | ------------------------------------------------------------------------ |
| 5        | Michael Schumacher | 2000/Ferrari - 2003/Ferrari - 2004/Ferrari - 2005/Ferrari - 2006/Ferrari |
| 1        | Mika Häkkinen      | 2001/McLaren                                                             |
| 1        | Rubens Barrichello | 2002/Ferrari                                                             |
| 1        | Lewis Hamilton     | 2007/McLaren                                                             |

#### Vittorie per scuderia
| Vittorie | Scuderia | Anno(i)/Pilota |
| -------- | -------- | --- |
| 6        | Ferrari  | 2000/Michael Schumacher - 2002/Rubens Barrichello - 2003/Michael Schumacher - 2004/Michael Schumacher - 2005/Michael Schumacher - 2006/Michael Schumacher |
| 2        | McLaren  | 2001/Mika Häkkinen - 2007/Lewis Hamilton |